# Забјело
Забјело је четврт у јужном дијелу Подгорице. Налази се јужно од брда Љубовић, Улице Брацана Брацановића и западно од Улице 4. јула. Забјело је најјужнија четврт Подгорице, и највећи по површини. Мања насеља Побрежје и Зеленика се сматрају дијеловима Забјела.
Забјело се састоји углавном од стамбених вишеспратница, распоређено слично као у Блоку 5. Међутим, за разлику од Блока 5 и Преко Мораче, Забјело има џепове нижих стамбених подручја.
Забјело је састављено од више насеља. Већину становништва чине Срби, затим Црногорци. Такође знатан део становништва чине и Муслимани и Бошњаци. По вјерској подели у већина становништва исповеда православље али има и доста муслимана.

## Спорт
Најпознатији забјелски фудбалски клуб је ФК Забјело. Овај клуб се такмичи у Другој црногорској фудбалској лиги.

## Образовање
На Забјелу се налази две основне школе и то Основна школа „Вук Караџић” и Основна школа „Октоих”, као и више предшколских установа. На Забјелу се такође налази Средња стручна школа „Сергије Станић” која се налази у згради некадашње Трговинске школе.

## Карактеристике
Забјело је најјужније и по површини највеће Подгоричко насеље. Становници Забјела - Забјелчани су познати по прилично непријатељским односима према другим дијеловима града. Позната је локална организација "Република Забјело" која негира било какве везе Забјела са Подгорицом. Становници Забјела посебно воле да истичу како је њихово насеље највеће и како друга насеља не могу да се пореде са њима. С развојем инфраструктуре Забјела, околна насеља као што су Зеленика, Побрежје и Тушки пут припадали су овој градској четврти. Забјелски навијачи важе за једне од најбољих и најорганизованијих у Црној Гори и велики су конкуренти навијачима ФК Будућности "Варварима").